# Tichonice
Tichonice (en allemand : Tichonitz) est une commune du district de Benešov, dans la région de Bohême-Centrale, en République tchèque. Sa population s'élevait à 210 habitants en 2020.

## Géographie
Tichonice se trouve à 11 km au nord-est de Vlašim, à 22 km à l'est de Benešov et à 52 km au sud-est de Prague.
La commune est limitée par Soběšín et Zbizuby au nord, par Kácov à l'est, par Trhový Štěpánov et Psáře au sud, et par Divišov à l'ouest.

## Histoire
La première mention écrite de la localité date de 1365.

## Administration
La commune se compose de six quartiers :
- Tichonice
- Chochol
- Kácovec
- Kácovská Lhota
- Pelíškův Most
- Soušice